# Bantunding
Bantunding ist eine Ortschaft im westafrikanischen Staat Gambia.
Nach einer Berechnung für das Jahr 2013 leben dort etwa 1103 Einwohner, das Ergebnis der letzten veröffentlichten Volkszählung von 1993 betrug 797. Alle Bewohner gehören zu der ethnische Gruppe der Mandinka. 

## Geographie
Bantunding liegt am nördlichen Ufer des Gambia-Flusses, in der Upper River Region Distrikt Wuli, rund 0,3 Kilometer von der North Bank Road, zwischen Badja Kunda und Chamoi Bunda, entfernt.

## Geschichte
Die starken Überflutungen in Gambia im Jahr 2010 führten zu einem Krokodilbefall, und die Dorfbewohner wurden angewiesen, ihre Farmen zu verlassen.

## Wirtschaft
Landwirtschaft ist die Haupteinkommensquelle der Bewohner. Dabei wird vor allem Subsistenzwirtschaft betrieben. Als Cash crop werden Erdnüsse angebaut. Als Grundnahrungsmittel werden Reis und Coos (lokale Bezeichnung für Hirse) angebaut.

## Infrastruktur
Bantunding hat eine Grundschule, die aber nur von der 1. bis zu 3. Stufe geht (Normalerweise besteht die Grundschule in Gambia aus 6 Schuljahren). Die Ortschaft hat nur eine saubere Wasserquelle, es handelt sich dabei um eine Handpumpe.